# Gustavo Dudamel
Gustavo Adolfo Dudamel Ramírez (Barquisimeto, 1981. január 26. –) hétszeres Grammy-díjas venezuelai karmester, zeneszerző, hegedűművész.  Korunk egyik legsikeresebb karmestere.  Az Amerikai Egyesült Államokban él. Az Orquesta Sinfónica Simón Bolívar és a  Los Angeles Philharmonic zenei igazgatója.

## Életpályája
Óscar Dudamel harsonás fia. Édesanyja énektanár. Négyéves korában kezdte hegedűtanulmányait az El Sistema rendszerben. Zenekari karmesteri tanulmányait 1995-től előbb  Rodolfo Saglimbeni, majd  José Antonio Abreu irányításával végezte.
Dudamel a venezuelai zeneoktatási projekt, az El Sistema arcaként vált ismertté világszerte. Karmesteri karrierjének induásaként Bambergben megnyerte a Gustav Mahler-karmesterversenyt. A Los Angeles-i Filharmonikusok, a Gothenburgi Szimfonikusok és a Simón Bolívar Szimfonikus Zenekar zeneigazgatója. 
Budapesten 2011-ben szerepelt. 
Vezényelte - többek között - 2017-ben a Bécsi Filharmonikusok újévi koncertjét. Az Amerikai Egyesült Államokban él. Élesen szemben áll a venezuelai Maduro-rezsimmel. 

Az Orquesta Sinfónica Simón Bolívar és a  Los Angeles Philharmonic zenei igazgatója.

## Díjai, elismerései
- A Göteborgi Egyetem díszdoktora
- Grammy-díj (2012) - Brahms: IV. szimfóniájának előadásáért
- Glenn Gould-díj,
- Francisco de Miranda-rend.

## Képgaléria

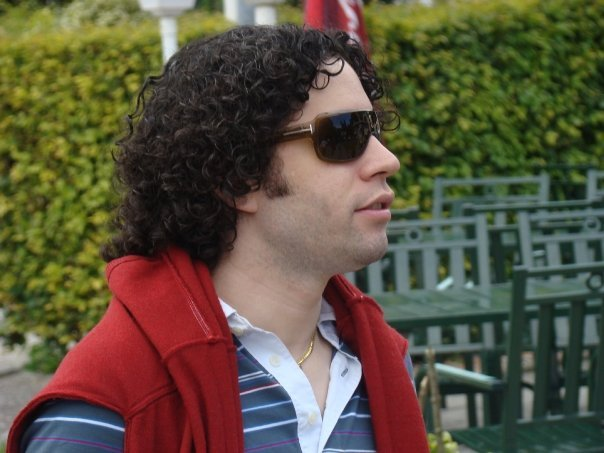
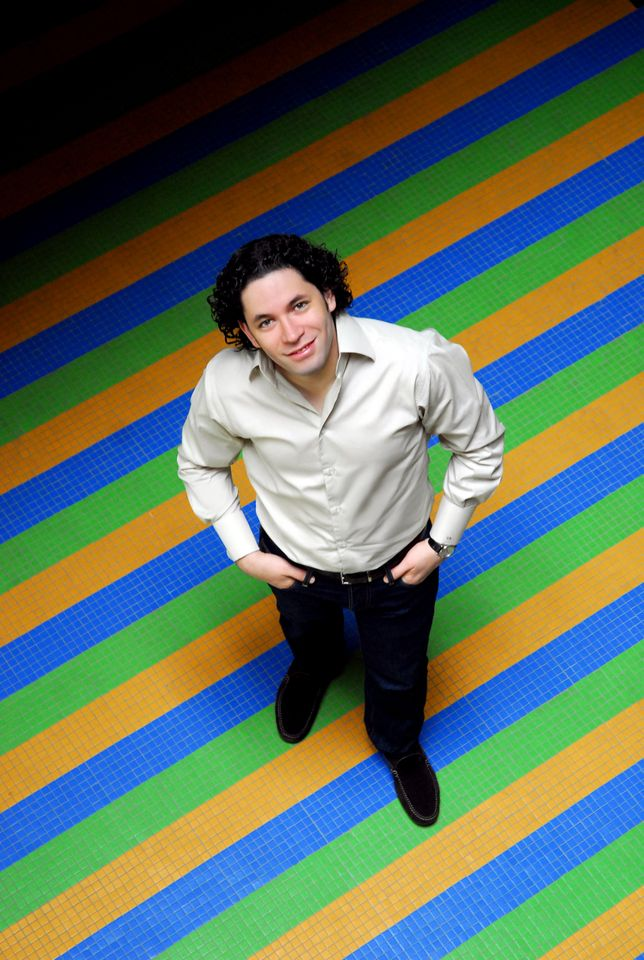
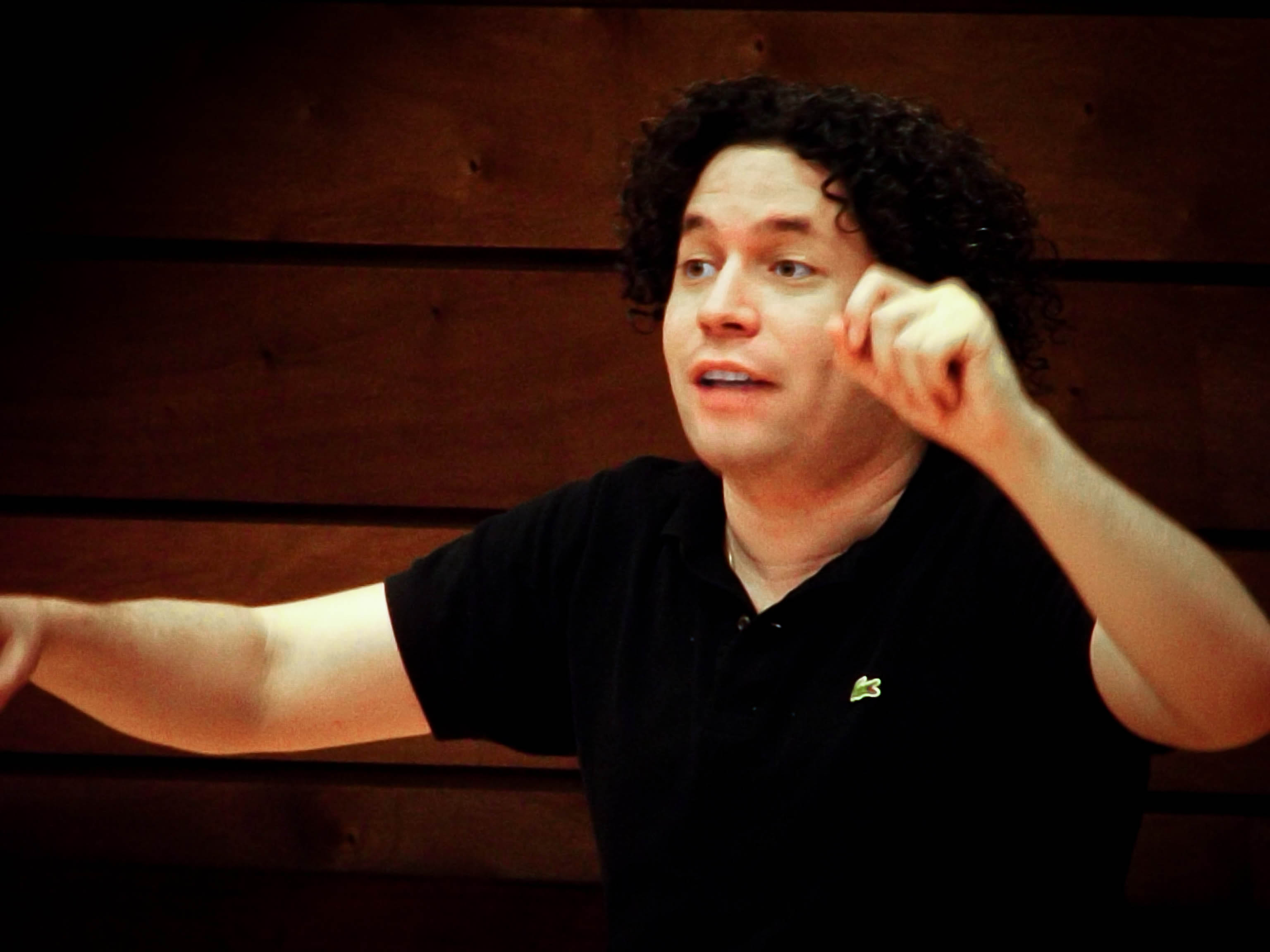